# Nokia 3720 classic
Le Nokia 3720 classic est un téléphone de l'entreprise Nokia lancé en 2009. C'est un monobloc. Il est certifié IP54, ce qui signifie qu'il est résistant à l’eau et à la poussière.

## Caractéristiques
- Système d'exploitation Symbian OS S40
- GSM 900/1800/1900
- 115 × 47 × 15,3 mm pour 94 grammes
- Écran 2 pouces
- Batterie 1 050 mAh
- Appareil photo numérique : 2.0 mégapixels
- DAS : 0,48 W/kg.